# Cristian Agnelli
Cristian Antonio Agnelli (Foggia, 23 settembre 1985) è un allenatore di calcio ed ex calciatore italiano, di ruolo centrocampista, tecnico in seconda del Catanzaro.

## Caratteristiche tecniche
Giocava come centrocampista, con compiti prevalentemente di interdizione e copertura.

## Carriera

### Club
Cresciuto nei Pulcini della Pirazzini Calcio di Foggia, dove viene notato dagli osservatori del Foggia che lo prelevano giovanissimo. Dopo tutta la trafila nel Settore Giovanile (Esordienti, Giovanissimi, Berretti) nel maggio 2002 giunge l'esordio in C2 con la prima squadra (Foggia - Sant'Anastasia, 4-2). All'inizio della stagione 2002-2003, viene schierato tra i titolari nelle due partite di Coppa Italia contro Fidelis Andria e Brindisi. La buona prova del giovane attira l'attenzione del ds del Lecce, Pantaleo Corvino, che lo porta nel Salento nel settembre 2002.
Messo a disposizione della formazione primavera allenata da Roberto Rizzo, vince lo scudetto di categoria, battendo in finale l'Inter di Obafemi Martins. Riceve inoltre dal Guerin Sportivo e dalla Lottomatica il riconoscimento come miglior giocatore della fase finale (premio vinto in precedenza da Emanuele Berrettoni e dallo stesso Martins). Nello stesso anno giunge anche la prima convocazione nella Nazionale di calcio dell'Italia Under-18 di Mimmo Caso e disputa un'amichevole contro la nazionale maggiore guidata da Giovanni Trapattoni.
Nel 2003 arriva anche la convocazione nella Nazionale Under-19 di Paolo Berrettini, per uno stage di allenamento a Coverciano. Nello stesso periodo viene ceduto in prestito in serie B al Verona, nell'ambito dell'operazione che porta Marco Cassetti in giallorosso. Con i veneti allenati da Sandro Salvioni disputa un ottimo campionato (24 presenze) realizzando anche il suo primo gol da professionista.
La stagione seguente il Lecce rinnova il prestito del centrocampista al Verona, ma il nuovo tecnico Massimo Ficcadenti, non crede nelle potenzialità del giovane Agnelli e lo relega in un ruolo da comprimario (solo 6 presenze) preferendogli il più esperto Domenico De Simone. Per questo a gennaio passa, sempre con la formula del prestito, al Catanzaro dove colleziona 12 presenze.
Nel 2005-2006 ritorna al Lecce, in serie A, ma ritenuto ancora troppo giovane per il debutto in massima serie viene ceduto ancora in prestito dapprima alla Juve Stabia e poi alla Salernitana. Dal 2007 si accasa al Benevento, anche se resta ancora di proprietà dei giallorossi. Nel 2008 passa al Sorrento sempre con la formula del prestito fino al termine della stagione. Nell'inverno 2010, durante il mercato di riparazione, torna a giocare nel suo Foggia, dove diventa immediatamente il punto inamovibile della formazione.
Subito viene idolatrato dalla tifoseria poiché era dai tempi di Giuseppe Colucci che i foggiani non avevano la possibilità di veder giocare con la maglia rossonera un loro concittadino dotato di grande caratura tecnica, tanto che i tifosi stessi chiedono a gran voce all'allenatore Guido Ugolotti di nominarlo capitano. Nell'estate 2010 si trasferisce al Barletta appena ripescato in Prima Divisione. Qui disputa un solo campionato, caratterizzato da problemi fisici. La stagione successiva quindi non viene confermato e firma un contratto con la SPAL sempre in Prima Divisione. Dopo un'unica stagione a Ferrara, fa ritorno al Foggia, in Serie D, indossando anche la fascia di capitano dei satanelli ottenendo prima un ripescaggio e poi una promozione e ritornando così in Lega Pro nella stagione 2014-2015.
Al termine della stagione 2016-2017 ottiene, con la squadra della sua città, la promozione in serie B.
Nella Stagione 2018-2019 il centrocampista si svincola dal Foggia causa il fallimento della Società il 24 giugno 2019.
Il 12 settembre 2019 si accasa alla Pergolettese, militante in Serie C. Titolare inamovibile, realizza il suo primo gol con la maglia gialloblu il 16 novembre, nella sfida contro l'Albinoleffe (2-1), su calcio di rigore.
La stagione successiva veste la maglia del FC Messina, club militante in Serie D girone I, e con la maglia dei siciliani mette insieme 18 presenze e 2 reti fra stagione regolare e play-off. Visto il mancato ripescaggio in Serie C della squadra siciliana a causa dal fatto che la banca Credit Glorious, istituto di una certa rilevanza, con sede anche ad Hong Kong, ma non inserita nell’elenco delle banche indicate dalla LegaPro e nella lista stilata dalla Banca d’Italia. Quindi decide di non rinnovare il proprio contratto.
Il 1º settembre 2021 firma con l’Audace Cerignola, sempre in Serie D, ma sta volta nel girone H.

### Allenatore
Una volta terminata la carriera da calciatore entra all'interno dello staff di mister Aquilani, allenatore della primavera della Fiorentina, come fatto già in precedenza dal suo ex-compagno di squadra al Foggia, Marcello Quinto, diventato intanto collaboratore di mister Roberto De Zerbi, allenatore del Brighton F.C.
Nell'estate 2023, segue Aquilani, sempre come allenatore in seconda, nell'esperienza a Pisa, in serie B, rimanendo così nella regione toscana.

### Nazionale
Con la Nazionale Under-20 ha preso parte ai Mondiali di categoria del 2005: nei quarti di finale, nella partita contro il Marocco, sbagliò uno dei due rigori che condannarono gli azzurrini all'eliminazione.

## Statistiche

### Presenze e reti nei club
| Stagione        | Squadra          | Campionato      | Campionato | Campionato | Coppe nazionali | Coppe nazionali | Coppe nazionali | Coppe continentali | Coppe continentali | Coppe continentali | Altre coppe | Altre coppe | Altre coppe | Totale | Totale |
| Stagione        | Squadra          | Comp            | Pres       | Reti       | Comp            | Pres            | Reti            | Comp               | Pres               | Reti               | Comp        | Pres        | Reti        | Pres   | Reti   |
| --------------- | ---------------- | --------------- | ---------- | ---------- | --------------- | --------------- | --------------- | ------------------ | ------------------ | ------------------ | ----------- | ----------- | ----------- | ------ | ------ |
| 2001-2002       | Foggia           | C2              | 1          | 0          | -               | -               | -               | -                  | -                  | -                  | -           | -           | -           | 1      | 0      |
| 2003-2004       | Verona           | B               | 24         | 1          | CI              | 0               | 0               | -                  | -                  | -                  | -           | -           | -           | 24     | 1      |
| 2004-gen. 2005  | Verona           | B               | 6          | 0          | CI              | 3               | 1               | -                  | -                  | -                  | -           | -           | -           | 9      | 1      |
| Totale Verona   | Totale Verona    | Totale Verona   | 30         | 1          |                 | 3               | 1               |                    | -                  | -                  |             | -           | -           | 33     | 2      |
| gen.-giu. 2005  | Catanzaro        | B               | 15         | 0          | CI              | 0               | 0               | -                  | -                  | -                  | -           | -           | -           | 15     | 0      |
| 2005-2006       | Juve Stabia      | C1              | 32+2       | 3+1        | CI+CI-C         | 0+0             | 0               | -                  | -                  | -                  | -           | -           | -           | 34     | 4      |
| 2006-2007       | Salernitana      | C1              | 27         | 2          | CI+CI-C         | 1+2             | 0               | -                  | -                  | -                  | -           | -           | -           | 30     | 2      |
| 2007-2008       | Benevento        | C2              | 33         | 3          | CI-C            | 11              | 3               | -                  | -                  | -                  | SL-C2       | 2           | 0           | 46     | 6      |
| 2008-2009       | Sorrento         | 1D              | 23         | 3          | CI+CI-LP        | 0+5             | 0               | -                  | -                  | -                  | -           | -           | -           | 28     | 3      |
| 2009-gen. 2010  | Lecce            | B               | 0          | 0          | CI              | 0               | 0               | -                  | -                  | -                  | -           | -           | -           | 0      | 0      |
| gen.-giu. 2010  | Foggia           | 1D              | 12+2       | 0          | CI+CI-LP        | 0+0             | 0               | -                  | -                  | -                  | -           | -           | -           | 14     | 0      |
| 2010-2011       | Barletta         | 1D              | 19         | 0          | CI-LP           | 4               | 0               | -                  | -                  | -                  | -           | -           | -           | 23     | 0      |
| 2011-2012       | SPAL             | 1D              | 30+2       | 2          | CI-LP           | 4               | 0               | -                  | -                  | -                  | -           | -           | -           | 36     | 2      |
| 2012-2013       | Foggia           | D               | 30+2       | 3+2        | CI-D            | 0               | 0               | -                  | -                  | -                  | -           | -           | -           | 32     | 5      |
| 2013-2014       | Foggia           | 2D              | 32         | 2          | CI-LP           | 3               | 0               | -                  | -                  | -                  | -           | -           | -           | 35     | 2      |
| 2014-2015       | Foggia           | LP              | 36         | 3          | CI-LP           | 2               | 0               | -                  | -                  | -                  | -           | -           | -           | 38     | 3      |
| 2015-2016       | Foggia           | LP              | 30+5       | 6          | CI+CI-LP        | 2+2             | 0               | -                  | -                  | -                  | -           | -           | -           | 39     | 6      |
| 2016-2017       | Foggia           | LP              | 31         | 2          | CI+CI-LP        | 2+1             | 0               | -                  | -                  | -                  | SLP         | 1           | 0           | 35     | 2      |
| 2017-2018       | Foggia           | B               | 31         | 2          | CI              | 1               | 0               | -                  | -                  | -                  | -           | -           | -           | 32     | 2      |
| 2018-2019       | Foggia           | B               | 24         | 0          | CI              | 0               | 0               | -                  | -                  | -                  | -           | -           | -           | 24     | 0      |
| Totale Foggia   | Totale Foggia    | Totale Foggia   | 227+9      | 18+2       |                 | 13              | 0               |                    | -                  | -                  |             | 1           | 0           | 250    | 20     |
| 2019-2020       | Pergolettese     | C               | 23+2       | 2          | CI-C            | 0               | 0               | -                  | -                  | -                  | -           | -           | -           | 25     | 2      |
| 2020-2021       | FC Messina       | D               | 18+2       | 2          | -               | -               | -               | -                  | -                  | -                  | -           | -           | -           | 20     | 2      |
| 2021-2022       | Audace Cerignola | D               | 29+1       | 2          | CI-D            | 3               | 0               | -                  | -                  | -                  | -           | -           | -           | 33     | 2      |
| Totale carriera | Totale carriera  | Totale carriera | 524        | 41         |                 | 46              | 4               |                    | -                  | -                  |             | 3           | 0           | 573    | 45     |

## Palmares

### Club

#### Competizioni giovanili
- Campionato Primavera: 1

Lecce: 2002-2003

#### Competizioni nazionali
- Serie C2: 1

Benevento: 2007-2008
- Coppa Italia Lega Pro: 2

Sorrento: 2008-2009
Foggia: 2015-2016
- Lega Pro: 1

Foggia: 2016-2017
- Supercoppa di Lega Pro: 1

Foggia: 2017
- Serie D: 1

Audace Cerignola: 2021-2022 (girone H)